# Merck Biopharma
Pour les articles homonymes, voir Merck.
Merck Biopharma (Merck Serono jusqu'en 2015) est la filiale pharmaceutique du groupe allemand Merck KGaA.

## Histoire
Cette division est créée le 5 janvier 2007, à la suite de l'intégration des activités de Serono à celles de l'ancienne division Merck Ethicals. Elle est la division la plus importante du groupe allemand Merck KGaA. En 2012, Le groupe pharmaceutique allemand Merck KGaA  décide de fermer le siège de sa division Merck Serono à Genève.
En 2015, à la suite de la restructuration complète du groupe Merck KGaA, Merck Serono change de nom et devient Merck Biopharma. Cependant, la commercialisation aux États-Unis et au Canada reste sous le nom de EMD Serono. Cette filiale est présente dans 150 pays et emploie 17 000 personnes.

## Recherche et développement
Merck Biopharma consacre plus de 20 % de son chiffre d'affaires total à la recherche et au développement de nouveaux traitements, soit un investissement de plus d'un milliard d'euros par an. Ses structures destinées à la recherche et au développement emploient 2 500 professionnels répartis dans le monde sur trois plates-formes principales : Darmstadt, Vevey, Boston et Pékin. 

## Merck Biopharma en France
En France, Merck Biopharma commercialise des médicaments dans les domaines de l'oncologie, de la neurologie, de la fertilité, de l'endocrinologie, des maladies cardiométaboliques, de la gynécologie, de la dermatologie de l'alcoologie et des produits d'urgence sur prescription médicale.
Une partie de la production est fabriquée en France. La production chimique est réalisée dans les laboratoires de Calais et de Meyzieu, et la production pharmaceutique à Semoy. Le siège social français se situe 37 rue Saint Romain dans le 8e arrondissement de Lyon.

## Controverses
Le Levothyrox, dont la formule pour la France a été changée en mars 2017 (la formule est restée la même en Italie par exemple), a suscité chez un grand nombre de personnes des effets secondaires très invalidants (maux de tête, insomnies, vertiges...). Plusieurs plaintes ont été déposées. Semblant se protéger par le secret professionnel, le laboratoire s'est refusé à toute vérification et remise en question de cette nouvelle formule.  
En juin 2020, à la suite de la plainte de 3 000 utilisateurs français de la nouvelle formule, la société est condamnée, en appel, à la reconnaissance d’un manque d’information et doit donner 1000 euros à chacun des plaignants pour « préjudice moral » (total de l'amende :  3,3 millions d’euros).